# Chancho (futbolista)
Santiago García Blanco (Santiago de Compostela, La Coruña; 28 de octubre de 1932-Alicante; 23 de agosto de 2018), más conocido por el apodo de Chancho, fue un futbolista español que se desempeñaba como defensa.
Formó parte del equipo de Heriberto Herrera que terminó quinto en Primera División en la temporada 1963-1964.
Chancho, uno de los jugadores históricos de la etapa dorada del Elche Club de Fútbol ha fallecido a los 85 años en Alicante. Santiago García Blanco, 'Chancho', formó parte de la época dorada del Elche, jugando durante cinco temporadas (1961-1966) en Primera División y disputando 136 partidos oficiales con la camiseta franjiverde.
Durante su etapa en el conjunto ilicitano, Chancho formó parte de una de las mejores plantillas que se recuerdan, la que dirigida por Heriberto Herrera en la temporada 1963-1964 terminó la temporada en la quinta plaza de la clasificación, en la que todavía es a día de hoy la mejor clasificación del conjunto franjiverde en la máxima categoría del fútbol español.
Chancho fue un futbolista querido por aficionados y compañeros, que lo dio todo en el terreno de juego por el Elche y contribuyó a consolidar a la entidad franjiverde como una de las más importantes del balompié nacional.

## Clubes
| Club              | País   | Año       |
| ----------------- | ------ | --------- |
| C. D. Logroñés    | España | 1953-1954 |
| Real Murcia C. F. | España | 1955-1961 |
| Elche C. F.       | España | 1961-1966 |